# Douban
Douban (xinès simplificat: 豆瓣, pinyin: Dòubàn) és un lloc web de servei de xarxa social d'origen xinés que permet als usuaris registrats, registrar informació i crear contingut relacionat amb pel·lícules, llibres, música, esdeveniments i activitats en ciutats xineses. Va ser llançat el 6 de març de 2005, i és un dels llocs web 2.0 més influents de la Xina. Douban també és propietari d'una estació de radio per internet, la qual va ser No.1 en el rànquing de l'App Store de IOS en 2012. Douban estava anteriorment obert a usuaris registrats i no registrats. Per als usuaris registrats, el lloc els recomana llibres, pel·lícules i música potencialment interessants, a més de servir com un lloc web de xarxes socials com WeChat, Weibo i un administrador de registres; per als usuaris no registrats, el lloc és un lloc per a trobar qualificacions i ressenyes de mitjans.
Douban tenia uns 200 milions d'usuaris registrats en 2013.
El contingut del web està disponible en xinés. Cobreix obres i mitjans en xinés i en llengües estrangeres. Alguns autors i crítics xinesos registren les seues pàgines personals oficials en el lloc.

## Nom
El lloc porta el nom per un Hutong en el districte de Chaoyang, Beijing, on vivia el fundador en el moment en què va crear el lloc web.

## Fundador
Douban va ser fundat per Yang Bo, qui s'havia graduat en física en la Universitat de Tsinghua abans d'assistir a la Universitat de Califòrnia en San Diego com a estudiant de doctorat. Després de rebre el seu doctorat en física computacional, va treballar com a científic investigador en IBM. Més tard, va tornar a la Xina, convertint-se en el CTO d'una empresa de programari fundada per un dels seus amics. En 2005, Yang va començar a crear un lloc web 2.0 per a viatjar anomenat Lüzong, inicialment un projecte d'una sola persona en un Starbucks a Beijing. No obstant això, en un parell de mesos, el lloc es va transformar en el que ara es coneix com Douban.com.